# Friedrich Wilhelm von Haugwitz
Friedrich Wilhelm von Haugwitz (Chróstnik, 11 dicembre 1702 – Knöritz (Miroslavské Knínice), 30 agosto 1765) è stato un politico austriaco.
Dal 1725 fu un impiegato austriaco a Breslavia e nel 1742 divenne presidente della Slesia austriaca.
Haugwitz fu incaricato da Maria Teresa d'Austria nel 1747 di riformare l'amministrazione della Carinzia e Carniola.  Nel 1749 divenne presidente del Directorium in publicis et cameralibus (gestione finanziaria e politica) e nel 1753 primo cancelliere austriaco.

## Biografia

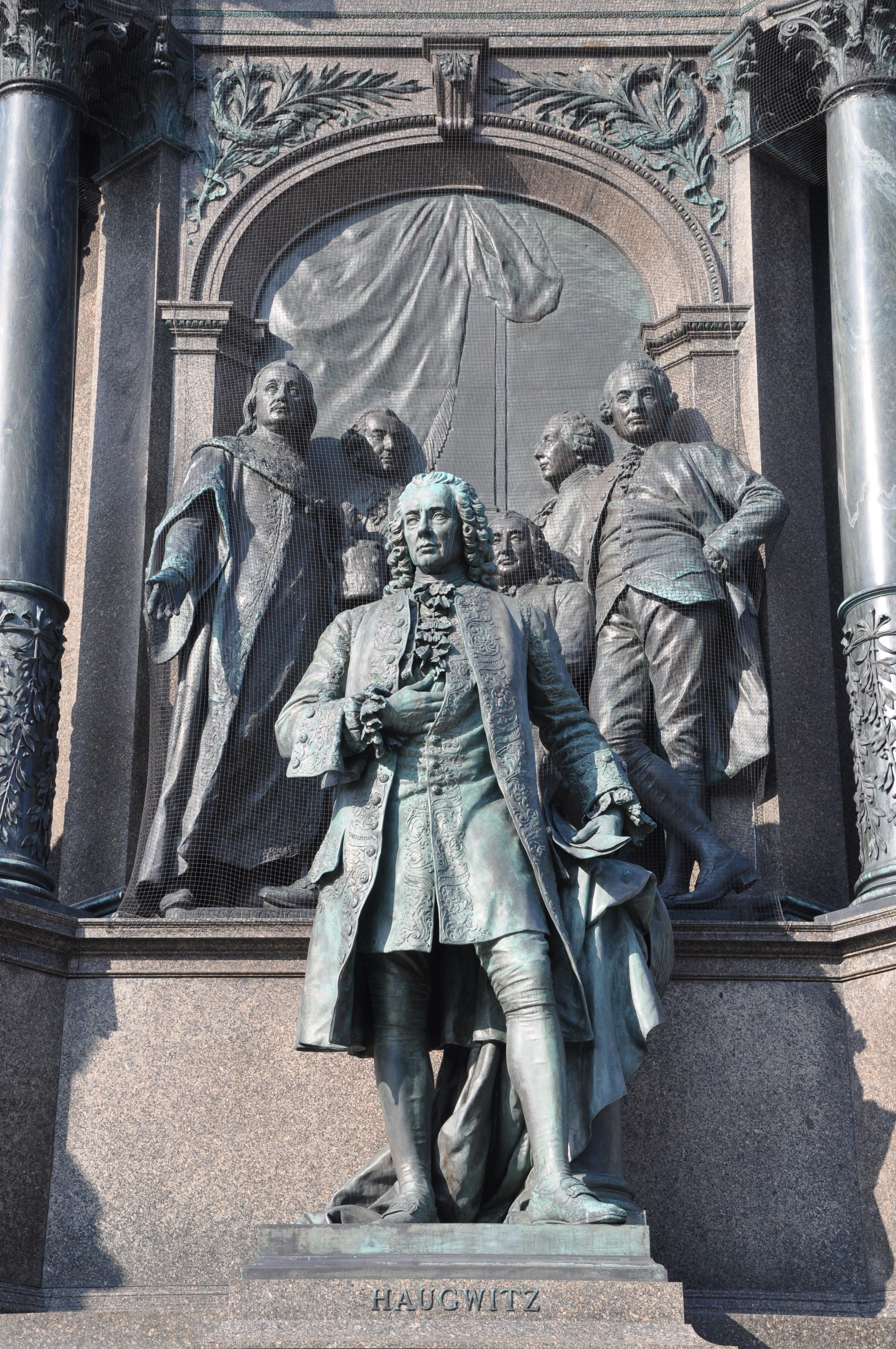
Von Haugwitz raffigurato sul Monumento a Maria Teresa a Vienna come la personificazione del buon amministratore statale

Figlio del generale (Generalfeldwachtmeister) sassone conte Georg Karl von Haugwitz (1674-1745) e sua moglie Anna Helena (1687-1741). Suo padre, già signore di Pannwitz, venne elevato al titolo di conte in Boemia nel 1733.
Friedrich Wilhelm von Haugwitz nacque al palazzo di Brauchitschdorf, presso l'odierna Chróstnik, a 67 km a nord-ovest di Breslavia. Dal 1725, dopo la sua conversione al cattolicesimo, si inserì a lavorare nell'amministrazione statale della Slesia a Breslavia dove gli venne affidata la gestione del sistema contributivo locale. Dopo la divisione della Slesia a seguito della prima guerra di Slesia nel 1742, venne costretto a lasciare Breslavia. Prestò servizio quindi come presidente del consiglio di stato della Slesia che venne unita alla Boemia e gli venne affidato il compito di creare nuove strutture amministrative.
Il valore da lui dimostrato nell'amministrazione, lo portò a rimediare alle cattive amministrazioni passate in Carinzia ed in Carniola dal 1747, dove riuscì a guadagnarsi la stima e la fiducia dell'imperatrice Maria Teresa. Due anni dopo venne creato direttore del "Directorium in publicis et cameralibus". Nel 1752 acquisì il feudo di Bielitz, in Boemia, che rivendette poi nel giro di qualche anno, acquistando al suo posto il castello di Náměšť nad Oslavou che rimase di proprietà della famiglia Haugwitz sino al 1945 e di nuovo dopo il 1989 ai giorni nostri. Dal 1753 ricoprì la carica di Cancelliere Supremo della Boemia e allo stesso tempo di Primo Cancelliere austriaco. Dopo la Guerra dei sette anni, quando il Directorium venne sciolto, Haugwitz venne sollevato dal suo incarico, ma solo per essere nominato nel 1760 ministro dell'interno dell'impero austriaco.
Durante un soggiorno al castello di Miroslavské Knínice, la dissenteria di cui da tempo soffriva periodicamente, lo portò alla morte il 30 agosto 1765. Il suo corpo venne trasferito a Namiest sull'Oslawa ed ivi sepolto il 1º settembre, nella cripta della chiesa locale. Il 19 febbraio 1768 le sue spoglie e quelle della moglie furono portate nella nuova cripta della chiesa dei cappuccini, non lontano dal castello di Namiest.

## Matrimonio e figli
Friedrich Wilhelm von Haugwitz sposò nel 1731 la contessa Maria Eleonora von Nostitz († 1736). La coppia ebbe un figlio di nome Otto Karl (1734–1761) che morì durante il suo impiego come governatore della Moravia. Dopo la morte della prima moglie, Friedrich Wilhelm si risposò nel 1738 con la contessa Hedwig Theresia von Frankenberg, figlia del consigliere privato imperiale e governatore di Glogau, Johann Wolfgang von Frankenberg (1654–1719). Questo matrimonio non produsse eredi.